# Lars-Gunnar Björklund
Lars-Gunnar Björklund, född 24 februari 1937 i Stockholm, död 30 november 2012 i S:t Matteus församling, Stockholm, var en svensk journalist i radio och TV. Björklund var särskilt känd som sportkommentator från Vasaloppet och ishockey-VM. Björklund arbetade i nästan 20 år som marknadsdirektör vid Tipstjänst.

## Biografi

### Uppväxt
Björklund växte upp på Tomtebogatan i Vasastan i Stockholm. Hans far arbetade åt Stockholms Spårvägar och hans mor var hemmafru. Björklund ägnade sig åt idrott under ungdomstiden, särskilt fotboll, och med barndomskamraterna Åke Wilhelmsson och Tommy Engstrand startade han vid tolv års ålder den handskrivna "Sporttidningen". Både Engstrand och Björklund spelade fotboll i Karlbergs BK. Efter skolgång vid Gustav Vasa folkskola och Adolf Fredriks skola, började Björklund vid läroverket Norra Latin.
Genom socialkurator Sigge Bruce vid läroverket fick Björklund medverka i Ivar Ahlstedts radioprogram Tji och tre 1954-1955 där ungdomar fick diskutera olika ämnen. I Torvald Wermelins ungdomsprogram Veckans Allehanda i Sveriges Radio åren omkring 1957 var han sportreporter. Även under militärtjänsten vid Svea livgarde (I 1) fick Björklund göra radioprogram genom att göra intervjuer. Björklund skrev till sportjournalisten Lennart Hyland vid Sveriges Radio och erbjöd sina tjänster, något som ledde till att han blev anställd som reporter vid fotbolls-VM 1958 i Helsingborg och EM i friidrott 1958 i Stockholm.

### Radio och TV
Efter det anställdes Björklund som allmänreporter och hallåman, bland annat vid Dagens Eko. När Hyland på hösten 1958 åkte på en längre studieresa till USA blev Björklund sportreporter på sportredaktionen med kollegor som Plex Pettersson, Åke Strömmer och Herbert Söderström. Björklunds första större egna radioprogram blev Vårpuzzlet 1960 som var ett slags frågesportprogram som sändes på lördagskvällar och där Carl-Uno Sjöblom, Hasse Tellemar och Hasse Alfredson också ingick i redaktionen. Vid sommar-OS 1960 fick Björklund resa till Rom för att referera brottning och cykel. Vid vinter-OS 1964 i Innsbruck tog Hyland hand om skidtävlingarna i Seefeld men lät Björklund och Åke Strömmer ta hand om övriga grenar
Vid sommar-OS 1972 i München arbetade Björklund för TV där han refererade friidrott och brottning. Vid vinter-OS i Sapporo samma år refererade han skridsko. Vid ishockey-VM 1969 i Stockholm arbetade Björklund åter för TV och kommenterade ishockeyn tillsammans med den tidigare hockeystjärnan Rolle Stoltz för första gången. Paret Björklund och Stoltz fick bra kritik för sitt sätt att göra ishockey lättfattligt. Paret kom att kommentera matcher från ishockey-VM ända fram till 1994, exempelvis finalmatchen vid VM 1970 som sågs av 82 procent av de svenska tittarna. 1971 blev Björklund den första sportjournalist som tilldelades Stora journalistpriset.
Efter sin pensionering gjorde han intervjuer och andra inhopp i Radio Sotenäs i Kungshamn i Bohuslän, där han hade sin fritidsbostad.

### Tipsextra och andra program
1961 gjorde Björklund sitt första egna TV-program som programledare för underhållningsprogrammet En kväll på Tivoli. På hösten 1962 studerade Björklund statskunskap vid Stockholms högskola och flyttade sedan till New York där han gick en radioutbildning vid New York University. Vid hemkomsten var Björklund intresserad av att syssla med TV men uppger i sin självbiografi att Lennart Hyland stoppade alla förslag eftersom han ansåg att Björklund skulle arbeta på sportradion. Björklund lämnade 1965 Stockholm och flyttade istället till Göteborg där han blev nyhetsreporter för Sveriges Radio/TV. Björklund skapade en sportredaktion i Göteborg och under sina år i Göteborg rekryterade Björklund journalister som Arne Hegerfors, Bosse Gentzel, Fredrik Belfrage, Christer Ulfbåge och Ingvar Oldsberg.
Inför starten av TV2 föreslog Björklund att man skulle sända engelska ligamatcher och i Göteborg började man därför sända Tipsextra på lördagar, ett program som under Björklunds tid lockade 33-35 procent av tittarna. Björklund kom också att arbeta som programledare i program som Sveriges magasin och Kvällsöppet.

### Tipstjänst och fler kommentaruppdrag
1979 lämnade Björklund Göteborg och flyttade till Täby utanför Stockholm för att bli marknadsdirektör för Tipstjänst i Sundbyberg. Hans första uppgift blev att hösten 1980 lansera Lotto, vilket blev en stor framgång för Tipstjänst. Björklund lyckades också så småningom få lottodragningen sänd i TV, men starten i programmet Zick Zack hade kunnat bli bättre. Boll 29 spottade Dracula ut när ingen såg och skapade stort rabalder och förvirring. Lottdragningen försvann sedan i flera år ur rutan och återkom först i slutet av 90-talet. Under Björklunds tid som marknadsdirektör lanserades också Måltipset och Joker.
Parallellt med sitt jobb vid Tipstjänst fortsatte Björklund att ha olika engagemang vid radio och TV, exempelvis som programledare för frågesportprogrammet Supersvararna. När TV 3 inledde sina sändningar 1987 följde han med dit och kommenterade många VM i ishockey fram till 1994 då han slutade eftersom Tipstjänst blivit huvudsponsor för Svenska ishockeyförbundet. Björklund refererade Vasaloppet i 30 år tills Sveriges Radio meddelade att företaget inte längre var intresserat av att låta honom fortsätta. Björklund lämnade Tipstjänst vid årsskiftet 1997–1998, bland annat därför att han var missnöjd med att Tipstjänst slogs samman med Penninglotteriet och flyttade till Visby.

### Övriga uppdrag
Björklund blev redan 1960 ordinarie spelare i fotbollslaget TV-laget. TV-laget bestod av olika kändisar som ställde upp och spelade fotboll mot något lokalt lag i olika orter runt Sverige. Laget skapades av journalisten Bengt Bedrup, och den sista matchen spelades 2001 i Särö när Bedrup var svårt märkt av sjukdom. Laget kom att under sina 550 matcher spela in 25 miljoner kronor till välgörenhet.
Björklund var sedan början av 1990-talet stadsbud nummer 15 i Sällskapet Stadsbudskåren.
Lars-Gunnar var också i många år speaker under Svenska bandyfinalen, först på Söderstadion och därefter på Studenternas. Han hade dock under de senaste åren också dragit sig tillbaka från det uppdraget. Sedan 2004 var Lars-Gunnar hedersmedlem nummer 0001 i Tottenham Hotspur Supporters Sweden, den svenska supporterklubborganisationen för det engelska fotbollslaget Tottenham Hotspur FC.
Lars-Gunnar blev 2009 vald till Kung Lars I Gunnar av Morokulien. Hans valspråk var För Morokulien i alla tider. Under sin regeringstid utsåg han både en Riksminister och en Förflyttningsminister för Morokulien.
Han var även sedan barndomen en stor anhängare av Djurgårdens IF.

## Familj
Lars-Gunnar Björklund var son till spårvägsman Oscar Björklund och Gerda, ogift Bergström. Sedan 1964 var han gift med sekreteraren och scriptan Lena Ekvall (född 1942), dotter till typograf Einar Ekvall och Brita, ogift Nygren. Han är gravsatt i minneslunden på Sundbybergs begravningsplats.